# Ján Lašák
Ján Lašák (Zvolen, 10 aprile 1979) è un ex hockeista su ghiaccio slovacco.

## Palmarès

### Mondiali
- 3 medaglie:
  - 1 oro (Svezia 2002)
  - 1 argento (Russia 2000)
  - 1 bronzo (Finlandia 2003)